# IC 49
IC 49 је спирална галаксија у сазвјежђу Кит која се налази на листи објеката дубоког неба у Индекс каталогу.
Деклинација објекта је + 1° 51' 2" а ректасцензија 0h 43m 56,2s. Привидна величина (магнитуда) објекта IC 49 износи 13,5 а фотографска магнитуда 14,2. IC 49 је још познат и под ознакама UGC 468, MCG 0-3-3, CGCG 384-3, PGC 2617.